# Maysville (Kentucky)
Pour les articles homonymes, voir Maysville.
La ville de Maysville est le siège du comté de Mason, dans l’État du Kentucky, aux États-Unis. Elle comptait 9 011 habitants lors du recensement de 2010.

## Personnalités
- Rosemary Clooney (1928-2002) : chanteuse né à Maysville ;
- Nick Clooney (1934-) : journaliste et présentateur de télévision né à Maysville.

## Galerie

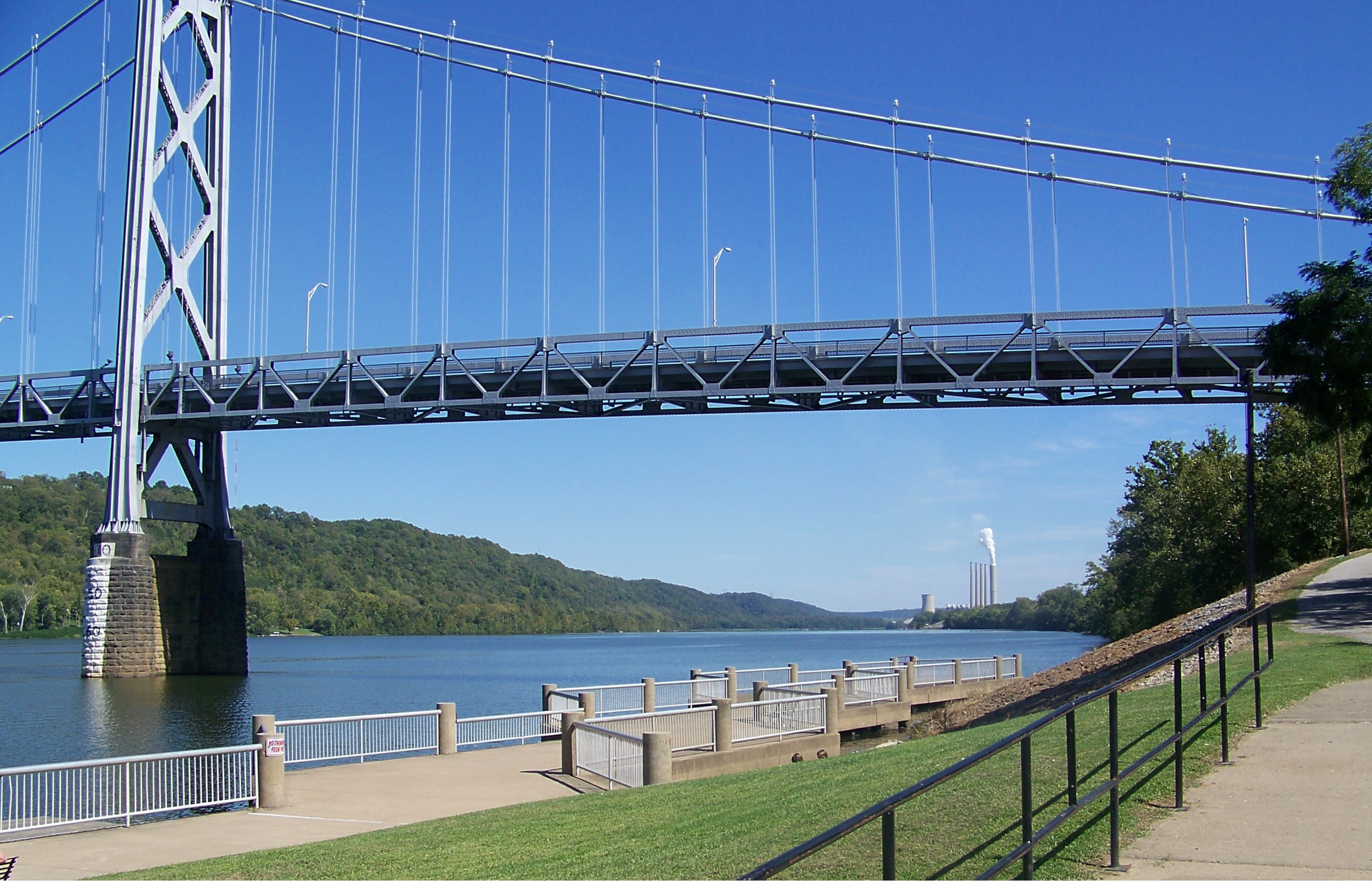
Pont à Meysville.
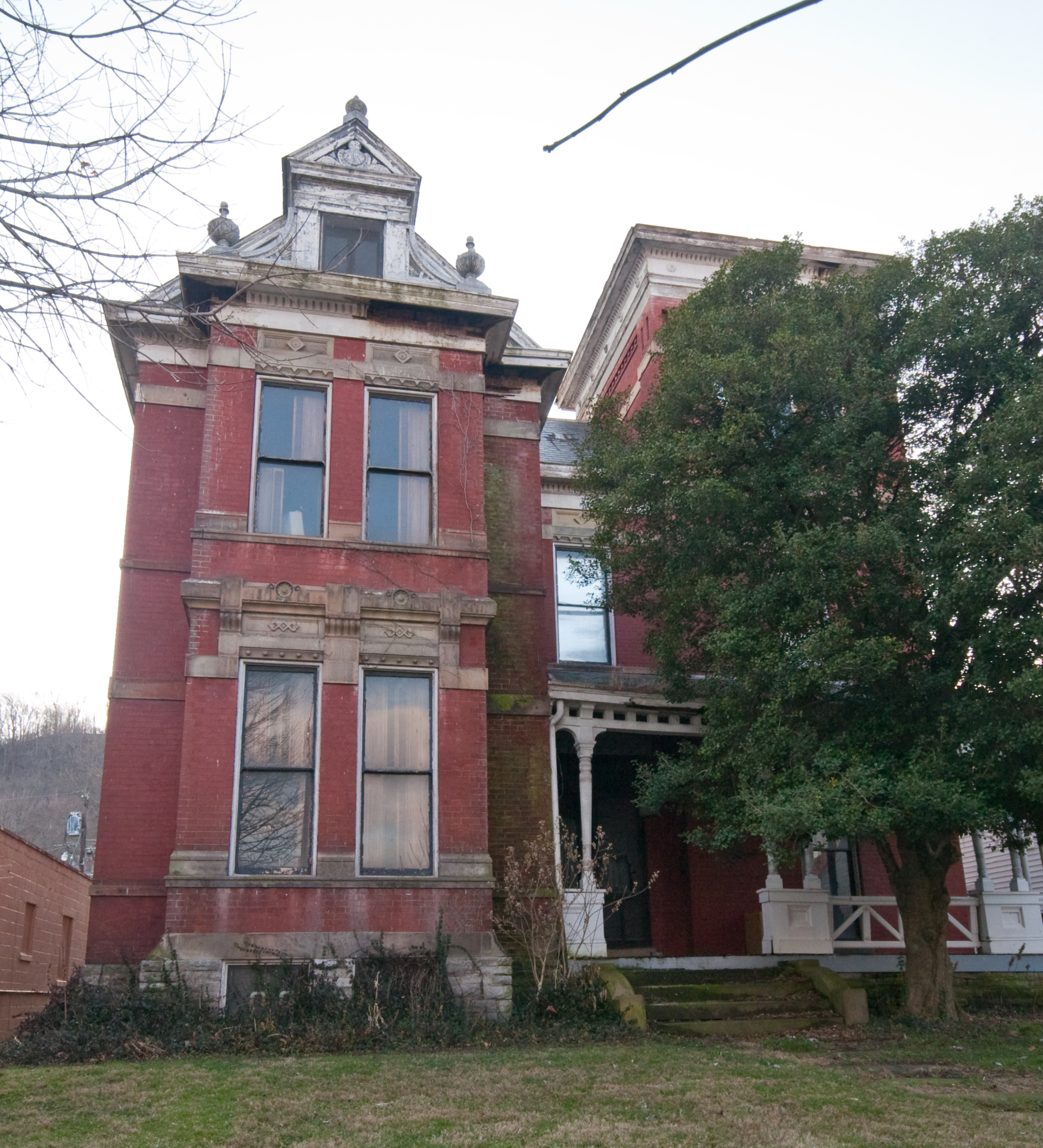
Cox Hord house